# Марк Геренний
Марк Гере́нний (лат. Marcus Herennius; родился около 136 года до н. э. — умер после 93 года до н. э.) — римский политический деятель и оратор, консул 93 года до н. э. Стал характерным для Рима примером «нового человека», сделавшего хорошую карьеру.

## Происхождение
Марк Геренний принадлежал к незнатной семье оскского происхождения, представители которой до него не появлялись в римской истории. Предположительно Марк был не только «новым человеком» (то есть человеком, не имеющим предков-магистратов), но и «новым гражданином».
Благодаря Капитолийским фастам известно, что отец Марка Геренния носил тот же преномен — Марк. Существует предположение, что это мог быть гаруспик Геренний Сикул, друг Гая Семпрония Гракха.

## Биография
О жизни Марка Геренния известно немногое. Предположительно Марк родился около 136 года до н. э. В начале своей политической карьеры он был одним из монетных триумвиров — по одной версии, около 109 года до н. э., по другой — после 104 года до н. э. Учитывая дату консулата и требования закона Виллия, предусматривавшего определённую последовательность высших магистратур и временные промежутки между ними, исследователи предполагают, что не позже 96 года до н. э. Геренний должен был занимать должность претора.
В 94 году до н. э. Марк выдвинул свою кандидатуру в консулы. Его конкурентом был Луций Марций Филипп — очень знатный и влиятельный человек с разветвлёнными связями, имевший репутацию выдающегося оратора. Ко всеобщему удивлению, Геренний набрал больше голосов и получил должность. По словам Марка Туллия Цицерона, «такого исхода не предполагали; более того, даже когда это случилось, никто не мог понять, почему так случилось». Победа Геренния над Филиппом стала столь же необъяснимой для современников, как победа Квинта Фабия Максима Эбурна над Марком Эмилием Скавром (117 год до н. э.) и Гнея Маллия Максима над Квинтом Лутацием Катулом (106 год до н. э.).
Коллегой Геренния по консулату стал патриций Гай Валерий Флакк. О деятельности Марка в качестве консула практически ничего не известно: он только упоминается в нескольких источниках. После 93 года до н. э. исчезают и упоминания.
Плиний Старший сообщает, что в год консулата Марка Геренния в Киренаике был собран эталонный по качеству урожай сильфия.

## Интеллектуальные занятия
Марк Туллий Цицерон включил Геренния в свой перечень римских ораторов в трактате «Брут» наряду с другими современниками Луция Лициния Красса и Марка Антония. По его словам, Геренний «считался… оратором посредственным, но старательным и с хорошим латинским языком».